# Jürgen Bertelsmann
Jürgen Axel Bertelsmann (* 18. Februar 1913 in Bremen; † im Mai 1942 in Russland) war ein deutscher Maler und Grafiker.

## Biografie
Er war das erste von drei Kindern des Worpsweder Malers Walter Bertelsmann und dessen Frau Erna Lundbeck (1880–1956), einer Hamburger Malerin. Er besuchte die Oberrealschule bis zum Abitur und anschließend die Kunstgewerbeschule in Bremen, worauf ein halbes Jahr Arbeitsdienst folgte. Vom Frühjahr 1934 bis zum Herbst 1935 besuchte er die Nordische Kunsthochschule in Bremen bei Professor Fritz Mackensen. Bis zur Einberufung im Frühjahr 1940 arbeitete er als selbständiger Maler und Grafiker. Bertelsmann ist im Mai 1942 als Leutnant in Nordwestrussland gefallen und wurde an der Tigoda, Nebenfluss der Wolchow, begraben.

## Werke
Trotz seiner Jugend errang er zahlreiche Erfolge und Anerkennung. Bekannt ist er für plastisch wirkende Aquarelle. Des Weiteren sind Gemälde bekannt, die er als Soldat im Zweiten Weltkrieg anfertigte.
| Personendaten    | Personendaten                                 |
| ---------------- | --------------------------------------------- |
| NAME             | Bertelsmann, Jürgen                           |
| ALTERNATIVNAMEN  | Bertelsmann, Jürgen Axel (vollständiger Name) |
| KURZBESCHREIBUNG | deutscher Maler und Grafiker                  |
| GEBURTSDATUM     | 18. Februar 1913                              |
| GEBURTSORT       | Bremen                                        |
| STERBEDATUM      | Mai 1942                                      |
| STERBEORT        | Russland                                      |